# Carolina Panthers 1996
La stagione 1996 dei Carolina Panthers è stata la 2ª della franchigia nella National Football League. La squadra migliorò il record di 7-9 della sua prima stagione, salendo a 12-4 e qualificandosi per i suoi primi playoff.
Carolina fu la grande sorpresa della stagione, vincendo tutte le ultime sette partite, conquistando la NFC West division e guadagnando la possibilità di accedere direttamente al secondo di playoff. Lì batterono i Dallas Cowboys 26–17 prima di perdere 30–13 coi Green Bay Packers, futuri vincitori del Super Bowl.

## Scelte nel Draft 1996
| Giro | Scelta | Nome              | Ruolo            | College         |
| 1    | 8      | Tim Biakabutuka   | Running Back     | Michigan        |
| 2    | 43     | Muhsin Muhammad   | Wide Receiver    | Michigan State  |
| 3    | 73     | Winslow Oliver    | Running Back     | New Mexico      |
| 3    | 88     | J. C. Price       | Defensive Tackle | Virginia Tech   |
| 4    | 104    | Norberto Garrido  | Guardia          | USC             |
| 4    | 111    | Emmanuel McDaniel | Defensive back   | East Carolina   |
| 5    | 142    | Marquette Smith   | Running back     | Central Florida |
| 6    | 193    | Scott Greene      | Running back     | Michigan State  |
| 7    | 217    | Donnell Baker     | Wide receiver    | Southern        |
| 7    | 234    | Kerry Hicks       | Defensive tackle | Colorado        |

## Calendario

### Stagione regolare
| Turno                                                        | Data               | Avversario              | Risultato          | Risultato          | Stadio                         | Pubblico           |
| Turno                                                        | Data               | Avversario              | Punteggio          | Record             | Stadio                         | Pubblico           |
| ------------------------------------------------------------ | ------------------ | ----------------------- | ------------------ | ------------------ | ------------------------------ | ------------------ |
| 1                                                            | 1/9                | Atlanta Falcons         | V 29–6             | 1–0                | Ericsson Stadium               | 69,522             |
| 2                                                            | 8/9                | at New Orleans Saints   | V 22–20            | 2–0                | Louisiana Superdome            | 43,288             |
| 3                                                            | Settimana di pausa | Settimana di pausa      | Settimana di pausa | Settimana di pausa | Settimana di pausa             | Settimana di pausa |
| 4                                                            | 22/9               | San Francisco 49ers     | V 23–7             | 3–0                | Ericsson Stadium               | 72,224             |
| 5                                                            | 29/9               | at Jacksonville Jaguars | S 14–24            | 3–1                | Jacksonville Municipal Stadium | 71,537             |
| 6                                                            | 6/10               | at Minnesota Vikings    | S 12–14            | 3–2                | Hubert H. Humphrey Metrodome   | 60,894             |
| 7                                                            | 13/10              | St. Louis Rams          | V 45–13            | 4–2                | Ericsson Stadium               | 70,535             |
| 8                                                            | 20/10              | New Orleans Saints      | V 19–7             | 5–2                | Ericsson Stadium               | 70,888             |
| 9                                                            | 27/10              | at Philadelphia Eagles  | S 9–20             | 5–3                | Veterans Stadium               | 65,982             |
| 10                                                           | 3/11               | at Atlanta Falcons      | S 17–20            | 5–4                | Georgia Dome                   | 42,726             |
| 11                                                           | 10/11              | New York Giants         | V 27–17            | 6–4                | Ericsson Stadium               | 70,298             |
| 12                                                           | 17/11              | at St. Louis Rams       | V 20–10            | 7–4                | Trans World Dome               | 60,652             |
| 13                                                           | 24/11              | at Houston Oilers       | V 31–6             | 8–4                | Astrodome                      | 20,107             |
| 14                                                           | 1/12               | Tampa Bay Buccaneers    | V 24–0             | 9–4                | Ericsson Stadium               | 57,623             |
| 15                                                           | 8/12               | at San Francisco 49ers  | V 30–24            | 10–4               | 3Com Park                      | 66,291             |
| 16                                                           | 15/12              | Baltimore Ravens        | V 27–16            | 11–4               | Ericsson Stadium               | 70,075             |
| 17                                                           | 22/12              | Pittsburgh Steelers     | V 18–14            | 12–4               | Ericsson Stadium               | 72,217             |
| NOTE:gli avversari della propria division sono in grassetto. |                    |                         |                    |                    |                                |                    |

### Playoff
| Turno            | Data      | Avversario           | Risultato |
| ---------------- | --------- | -------------------- | --------- |
| Divisional       | 12/1/1997 | Dallas Cowboys       | V 26-17   |
| NFC Championship | 20/1/1997 | at Green Bay Packers | S 30-13   |

## Premi
- Dom Capers

allenatore dell'anno